# Kobliha
Kobliha (nářečně koblih, zdrobněle koblížek) je pečivo z kynutého těsta, které se tepelně upravuje smažením. Kobliha má tvar lehce zploštělé koule, obvykle s ovocnou marmeládovou náplní. Jiné varianty náplně jsou např. pudink nebo nugát. Smaží se ve vysoké vrstvě oleje do tmavě zlaté barvy, hotová se obvykle sype cukrem, případně polévá cukrovou či čokoládovou polevou.
Tento dezert vystupuje jako hlavní postava v rusko–ukrajinské pohádce O Koblížkovi.
Pod anglickým názvem donut (česky americká kobliha) se skrývá zejména v USA oblíbené pečivo podobné koblize, ale ve tvaru prstence, někdy označované jako „kobliha s dírou“.

## Česko
Typické české koblihy jsou variantou rakouských vídeňských koblih, známé pod názvem Krapfen. V Čechách je známá také varianta koblih pod názvem bavorské vdolky, která se podává s povidly a tvarohem na vrchu.

## Historie
Už staří Egypťané smažili koblihy. Původně se plnily mákem nebo medem. V českém prostředí zmiňuje koblížek koncem 14. století Tomáš Štítný ze Štítného v Řečech nedělních a svátečních (kapitola V pondělí o Masopustě). V německém prostředí byly zaznamenány v 16. století. V roce 1690 je Rakušanka Cäcilie Krapf osmažila a prodávala ve svém obchodě. Byly plněné ovocnou směsí. Koblihy v Německu jsou znamé pod názvem Berliner a jsou téměř totožné s těmi českými, jsou však připravovány v mnohých variantách jako plněné, máčené, obalované ořechy atd. Židovské plněné koblížky, které byly do Izraele dovozeny polskými Židy, jsou známé jako Sufganiyah a  tradičně se podávají na židovské svátky Chanuka.

## Galerie

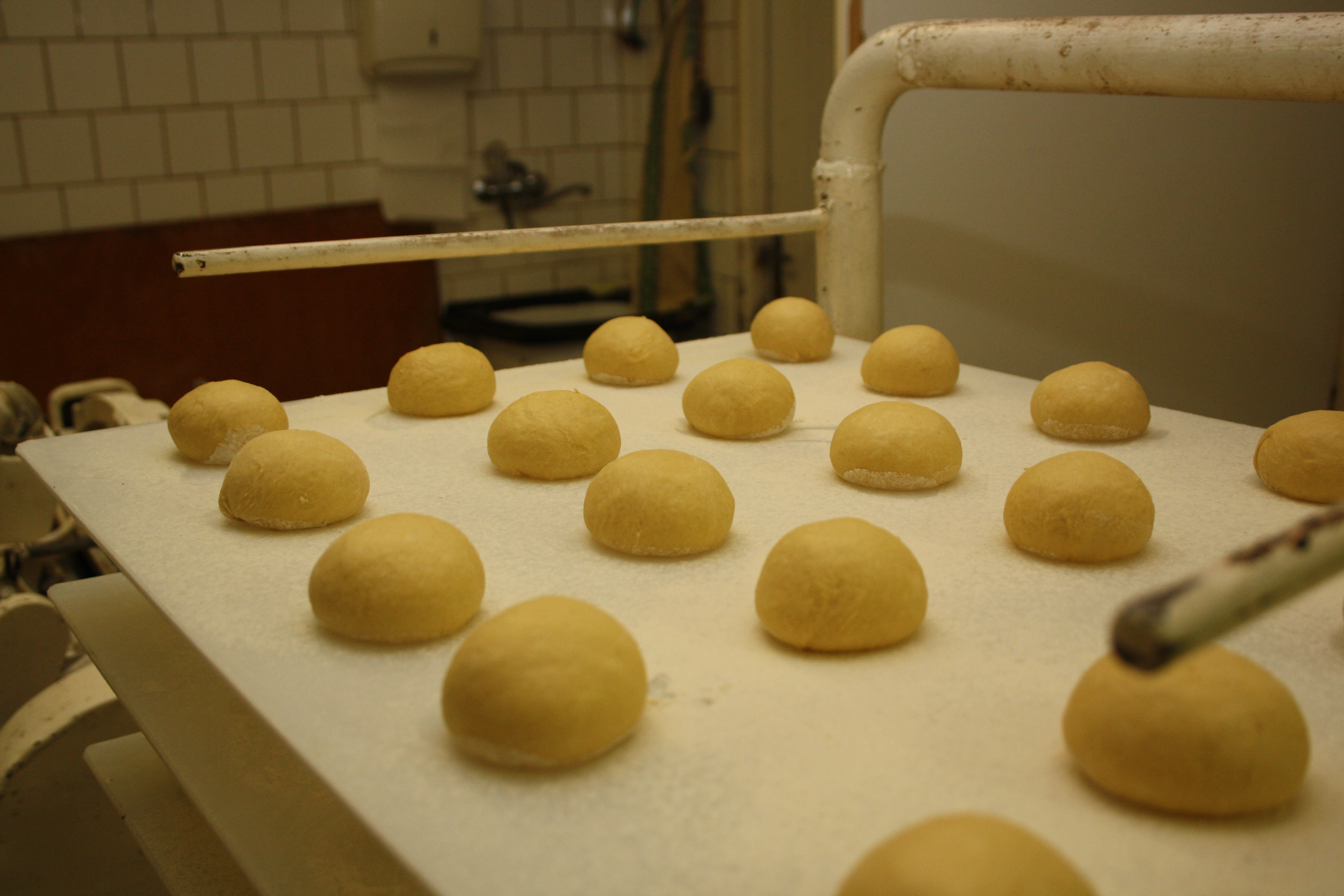
Těsto na koblihy před smažením a pozdějším naplněním
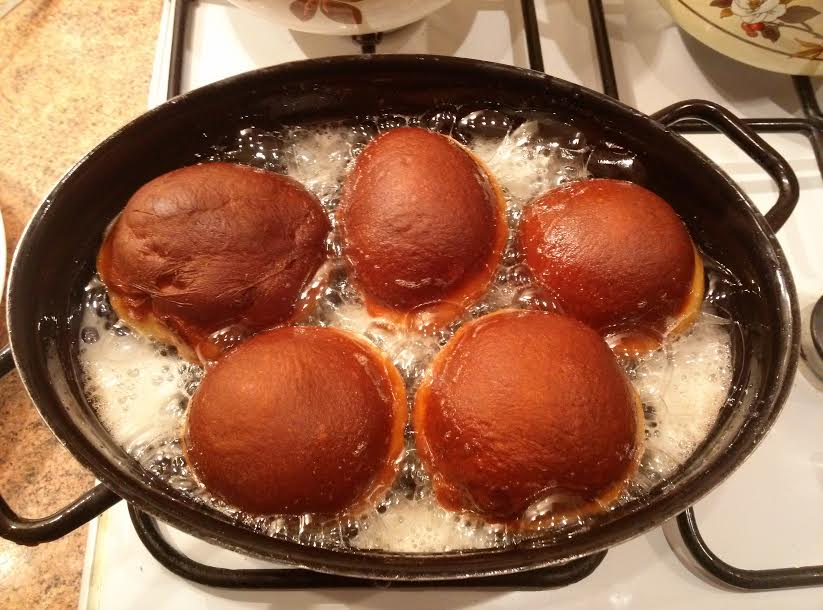
Smažení koblih
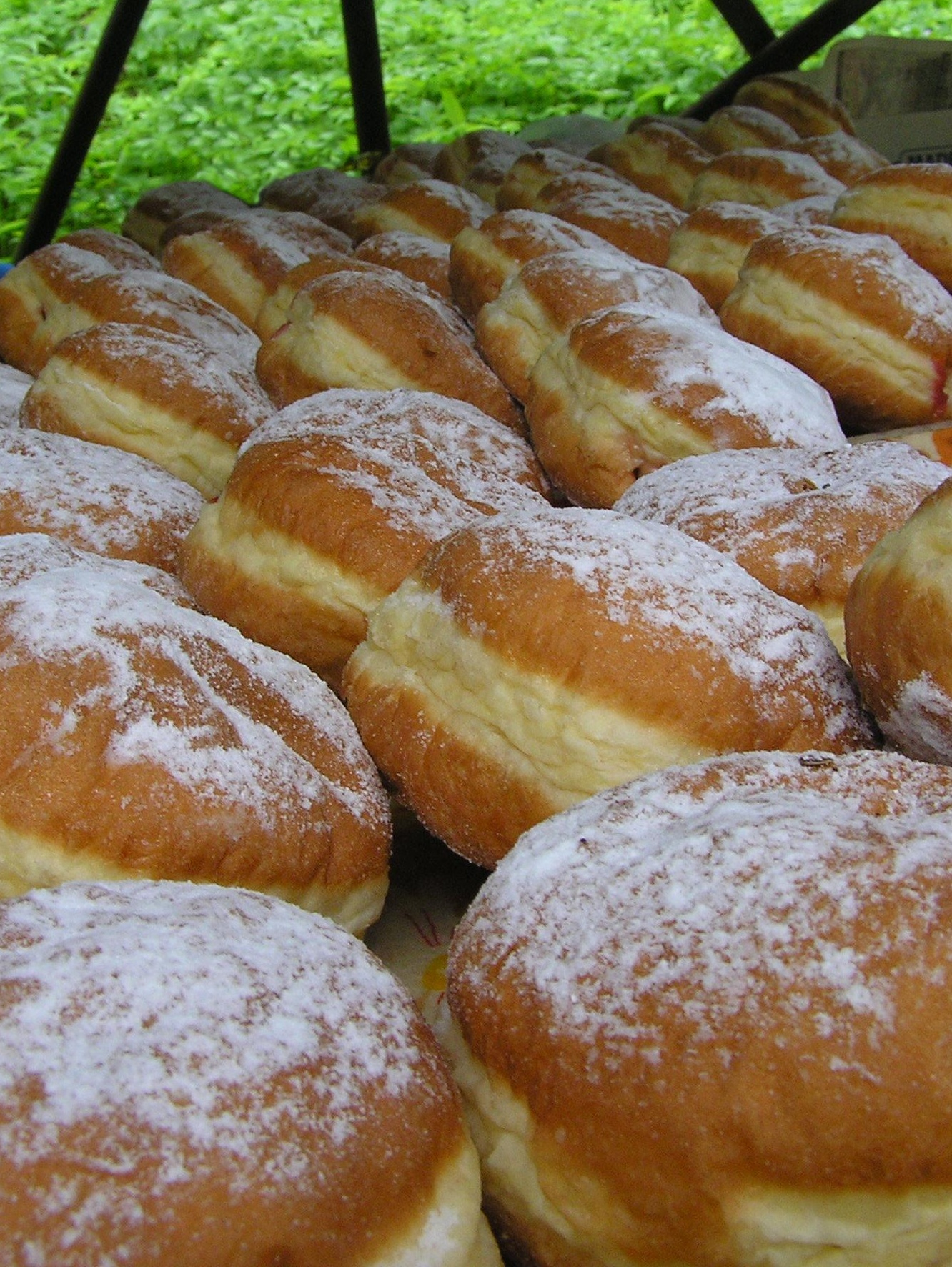
Typické koblihy
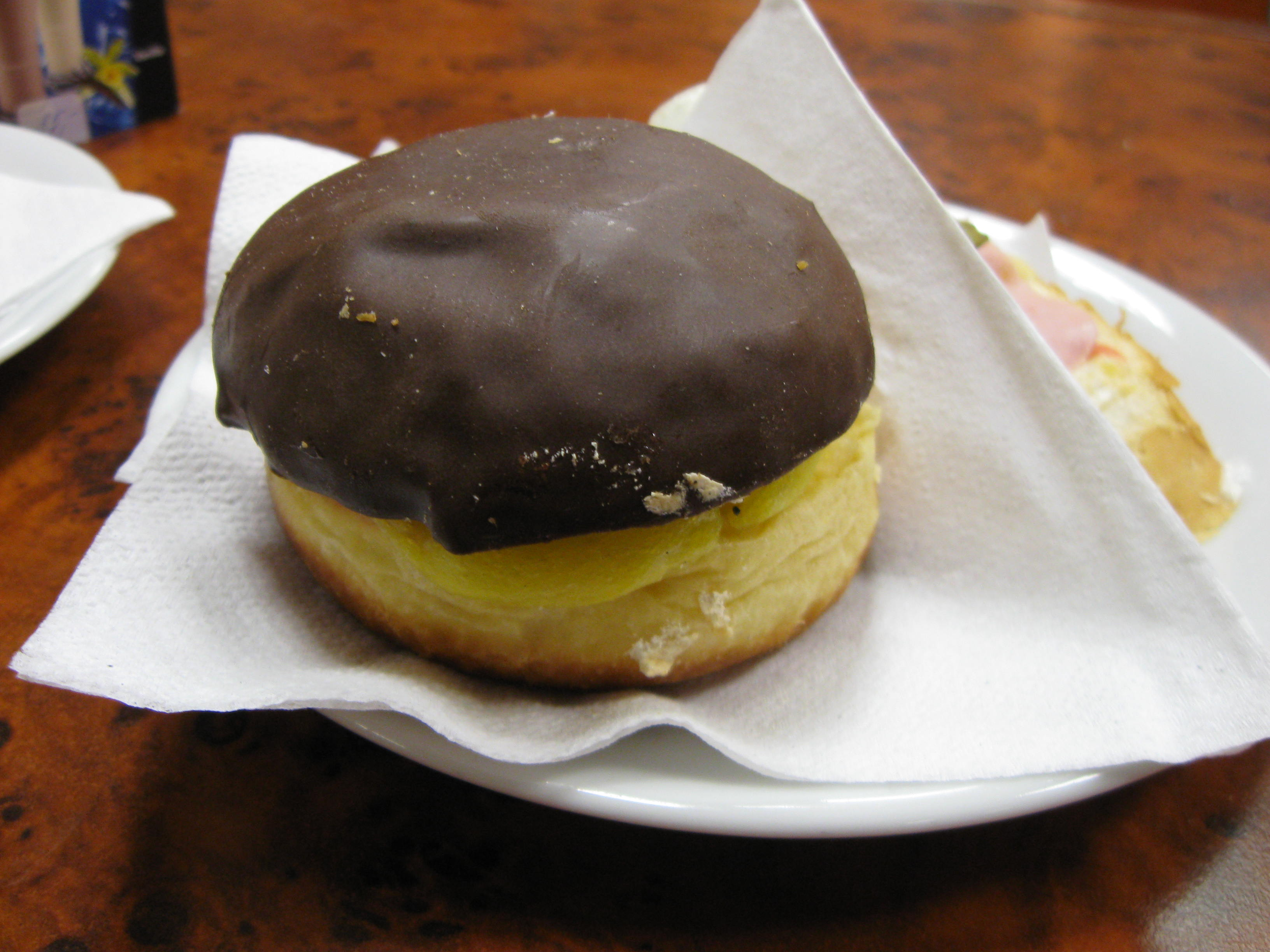
Kobliha s čokoládovou polevou a pudinkem
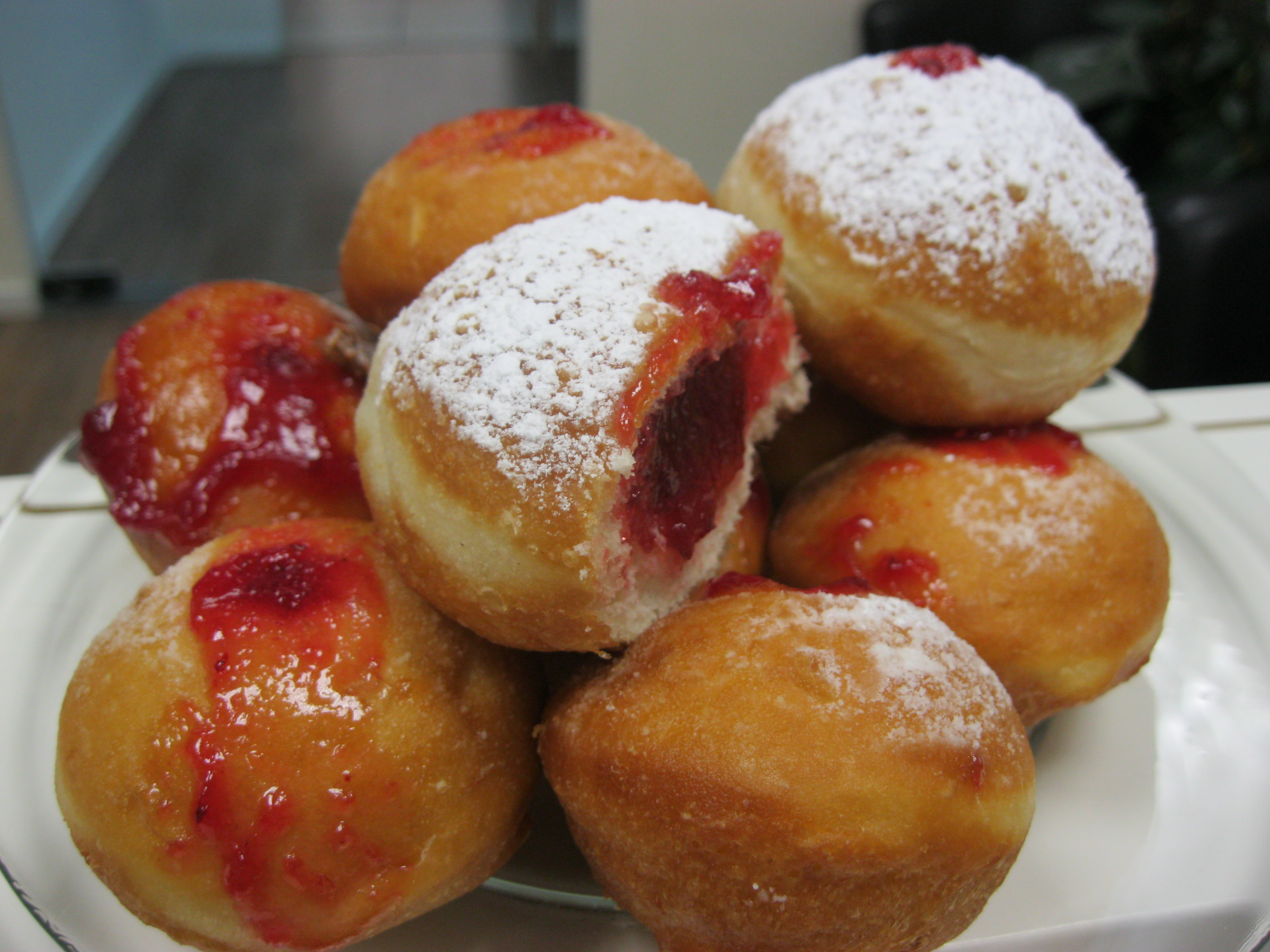
Židovské koblížky Sufganiyah